# بيتر أومالي
بيتر أومالي (بالإنجليزية: Peter O'Malley) هو شخصية أعمال أمريكي، ولد في 12 ديسمبر 1937 في بروكلين في الولايات المتحدة.